# Церуссит
Церусси́т или белая свинцовая руда, ранее иногда также блейшпат (перенесено из 
нем. Bleispath, частично устар.):60 — минерал, карбонат свинца, ценная свинцовая руда. Название происходит от др.-греч. κηρός — воск, лат. cerussa — белила, по схожести цвета (прежде церуссит использовался в косметике как пудра), дано в 1845 году австрийским минералогом В. Гайдингером.

## Свойства
Двупреломление −0,274, дисперсия 0,051, плеохроизм отсутствует, спектр поглощения не интерпретируется. Люминесценция обычно жёлтая, часто яркая, бывает беловатая, иногда отсутствует. Кристаллы таблитчатые, столбчатые или игольчатые, часто сдвойникованные. Агрегаты плотные, зернистые, характерны почковидные и сноповидные выделения.
Землистая разновидность церуссита — «свинцовая земля».
Тонкокристаллическая смесь церуссита с галенитом — «чёрная свинцовая руда».
Встречается в зоне окисления сульфидных полиметаллических месторождений.

## Месторождения
Места проявления — Германия, Зимбабве, Австралия (Брокен), США (Аризона, Калифорния, Нью-Мексико, Колорадо), Польша (Нижняя Силезия), Россия (Восточное Забайкалье, Алтай), Казахстан.
Кристаллы, пригодные для огранки, встречаются в Чехии, Италии (Сардиния), Австрии (Блайберг), Шотландии, Намибии (Цумеб), США (Пенсильвания, южная часть Скалистых гор).
Огранённый церуссит можно спутать с алмазом и другими бесцветными и коричневатыми ювелирными камнями.